# Boehmantis microtympanum
A Boehmantis microtympanum a kétéltűek (Amphibia) osztályába, a békák (Anura) rendjébe és az aranybékafélék (Mantellidae) családba tartozó Boehmantis nem monotipikus faja. A nem nevét Wolfgang Böhme, német herpetológus tiszteletére kapta.

## Elterjedése
A faj Madagaszkár endemikus faja. Természetes élőhelye szubtrópusi vagy párás síkvidéki erdők, szubtrópusi vagy párás hegyvidéki erdők, folyók, lepusztult erdők.

## Megjelenése
A kifejlett egyedek mérete 60–80 mm. Első végtagjuk ujjai között nincs úszóhártya, hátsó lábukon teljes úszóhártya található. Az ujjak és lábujjak legutolsó percén található korongok erőteljesek. A bőre a hátán sima. Színe – főleg a fiataloknál – olajzöldestől a barnáig terjed, nem feltűnő, világosabb vagy sötétebb foltokkal. Hasi oldala fehér, a torok és a mell környékén gyakran sötétebb foltokkal vagy márványos jegyekkel.

## Természetvédelmi helyzete
A fajra nézve élőhelyének elvesztése jelent veszélyt, erdőirtás, faszéntermelés, legeltetés a mezőgazdasági területek és az invazív eukaliptuszfajok terjeszkedése következtében. Emberi fogyasztásra is gyűjtik.
A faj megtalálható az Andohahela és a Midongy-du-Sud Nemzeti Park területén.